# Durham (Maine)
Pour les articles homonymes, voir Durham.
Durham est une ville des États-Unis d'Amérique située dans l'État du Maine et le Comté d'Androscoggin.
Elle est incluse dans les agglomérations de Lewiston-Auburn, Maine Metropolitan Statistical Area et de Lewiston-Auburn, Maine métropolitaines de la Nouvelle-Angleterre.
Elle est considérée comme l'une des petites villes dans le Maine les plus agréables à vivre en raison de ses grandes villes voisines et la faiblesse de ses taxes foncières.

## Personnalités liées à la ville
- Stephen King, auteur qui y a vécu une grande partie de son enfance.
- Nelson Dingley Jr., gouverneur du Maine

## Source de traduction
- (en) Cet article est partiellement ou en totalité issu de l’article de Wikipédia en anglais intitulé « Durham, Maine » (voir la liste des auteurs).